# 道次第
道次第（ラムリム）とは修行道（ラム）の次第（リム）の意味で、チベット仏教の特徴をなす固有の修道論、あるいは一種の教相判釈の形式であり、「仏教として存在するあらゆる教説は、凡夫が仏果を得るまでの修行の階梯のうちに統合される」とする説、またその統合された修行の階梯そのもののことを言う。
具体的には、志の違いから下・世間的な楽しみを求める人天乗、中・自らの解脱のみを求める声聞・縁覚の教え、上・あらゆる生き物のために完全な悟りを求める大乗の三種の人に分ける。帰依、発菩提心、六波羅蜜、止観双運、密教が順に説かれる。その原型はアティーシャの著した『菩提道灯論』に求められ、後にツォンカパの『菩提道次第論』がそれを強調した。同論書はツォンカパの興したゲルク派の根本聖典となり、以後ゲルク学僧に今日でも尊重されている。